# 211172 Tarantola
211172 Tarantola este o planetă minoră (asteroid) din centura de asteroizi. A fost descoperită pe 2 mai 2002 la Needville⁠(d) de Joseph A. Dellinger⁠(d). 
Obiectul prezintă o orbită caracterizată de o semiaxă mare de 2,3925860875731 UAi, o excentricitate de 0,21, o înclinație de 0,9 ° în raport cu ecliptica.